# Markerup
Markerup (dänisch Markerup) ist ein Ortsteil der Gemeinde Husby.

## Lage
Die Häuser des Straßendorfes Markerup liegen entlang der (Markeruper) Hauptstraße. Die Häuser östlich von der Kreuzung Hauptstraße/Moorweg liegen im ursprünglichen Dorfbereich. Die Häuser westlich der Kreuzung Hauptstraße/Moorweg befinden sich im ehemaligen Feldbereich von Markerup, dem Markerupfeld. Davon westlich schließt sich der Streusiedlungsbereich Markerupheide an, welcher durch die Straße Markerupheider Weg erschlossen wird. Am südwestlichen Kreuzungsbereich der Kreuzung Holnisser Straße (L 268) mit der Straßenverbindung Markerupheider Weg und der (Markeruper) Hauptstraße, steht das ehemalige Dorfkruggebäude Markerupkrug (Lage). Ungefähr 500 Meter nördlich, auf dem Weg nach Husby, liegt Stendels. Fast ein Kilometer nördlich vom Dorf Markerup liegt des Weiteren der Hauptort der Gemeinde Husby. Nordöstlich von Markerup liegt zudem der Husbyer Ortsteil Gosewatt. Der Hauptort der Nachbargemeinde Ausacker liegt ein Kilometer südlich vom Dorf entfernt. Südöstlich von Markerup liegt am Winderatter See der Ort Seegaard.

## Hintergrund
An frühgeschichtliche Besiedlungsaktivitäten in der Region erinnert ein Großsteingrab bei Markerup (vgl. Liste der Großsteingräber in Schleswig-Holstein). Der Ortsname Markerup besteht aus zwei Wortbestandteilen. Der erste Wortbestandteil ist vermutlich der Männername „Mark(e)“. Dieser Wortbestandteil bezieht sich also nicht auf die Feldmark (also Mark im Sinne von Feld), wie augenscheinlich betrachtet denkbar und zu erwarten wäre. Ein Bischof Marco war im 10. und 11. Jahrhundert Bischof des Bistums Schleswig. Der Ortsnamensbestandteil -rup, weist des Weiteren auf ein Dorf hin. Demnach würde der Ortsname „Marks Dorf“ bedeuten. Der erste Nachweis des Ortes Markerup stammt im Übrigen aus dem Jahr 1277.
Ein Teil von Markerup gehörte nachweislich schon im 13. Jahrhundert dem Schleswiger Bischof. Auf dem „Markeruper Felde“ soll damals das Schloss Bisgaard gelegen haben. Der überlieferte Name des besagten Schlosses bedeutete wohl „Bischofs Gaard“ und war also wohl im Besitz des Bischoffs. Weitere Burgstandorte in der Umgebung waren damals Alt-Seegaard sowie möglicherweise auch das benachbarte Gosewatt. 1652 wurden die drei Markeruper Lansten der Treiaharde hinzugefügt. Auf der Landkarte der dänischen Landesaufnahme von 1857/1858 und auf der Karte der Preußischen Landesaufnahme um 1879, auf welcher Husby und Umgebung dargestellt wurden, war Markerup schon eingezeichnet.
1886 gründeten Husby und Gremmerup zusammen eine Freiwillige Feuerwehr. Aus dieser gingen später die Dorfwehren in Husby, Gremmerup und Markerup/Husbyholz hervor. Nach dem Zweiten Weltkrieg war Markerup eine eigenständige Gemeinde. Zu ihr gehörten das Dorf Markerup, die Häusergruppe Markerupfeld, Markerupheide sowie Stendels beim ehemaligen Markerup Moor. Im Jahr 1961 lebten in der gesamten Gemeinde Markerup 183 Menschen, davon 88 im eigentlichen Dorf Markerup. Am 1. Januar 1969 wurde die Gemeinde Husbyholz nach Markerup eingemeindet. 1970 lebten 338 Menschen in der Gemeinde Markerup, davon 117 im Dorf Markerup. Am 15. Februar 1970 wurde die selbständige Gemeinde Markerup nach Husby eingemeindet. Irgendwann nach 1970 wurde offensichtlich auch der Straßenbereich von Markerupfeld bebaut. Der Ortsteil Markerup ist aber dennoch bis heute landwirtschaftlich geprägt.